# Кобзар, Анастасия Яковлевна
Кобзар Анастасия Яковлевна — доярка совхоза «Ягубец» Христиновского района Черкасской области, Украинской ССР, Герой Социалистического Труда (1966).

## Биография
Анастасия Яковлевна Кобзар родилась 6 ноября 1919 года в селе Кузьмина Гребля (ныне Христиновского района Черкасской области, УССР).
После окончания школы стала работать в полеводческом звене колхоза имени Мичурина в селе Ягубец (Христиновский район).
С 1955 года работала дояркой совхоза «Ягубец» Христиновского района Черкасской области Украинской ССР, добивалась высоких результатов по надоям молока.
В 1961 году надоила по 3428 килограмм молока от каждой коровы, а в 1965 году по 4117 килограмм при 100 % сохранности телят и удешевлении производства продукции.
За достигнутые успехи в развитии животноводства, увеличении производства и заготовок мяса, молока, яиц, шерсти и другой продукции Указом Президиума Верховного Совета СССР от 22 марта 1966 года Кобзар Анастасии Яковлевне присвоено звание Героя Социалистического Труда с вручением Ордена Ленина и золотой медали «Серп и молот».
Проживала в селе Ягубец Христиновского района Черкасской области (Украина).
Умерла 21 октября 1984 года.

## Награды
- Звание Герой Социалистического Труда (22 марта 1966);
- Медаль «Серп и Молот» (22 марта 1966) — № 12390);
- Орден Ленина (22 марта 1966) — № 335848);
- медали.